# Agua pesada
Se denomina agua pesada, formalmente óxido de deuterio, a una molécula de composición química equivalente al agua, en la que los dos átomos del isótopo más abundante del hidrógeno, el protio, son sustituidos por dos de deuterio, un isótopo pesado del hidrógeno (también conocido como «hidrógeno pesado»). Su fórmula química es: D2O o ²H2O.

## Introducción
El agua pesada es una forma de agua que contiene una cantidad más grande de lo normal de deuterio, un isótopo del hidrógeno, (también conocido como "hidrógeno pesado") en lugar del isótopo común de hidrógeno-1 o protio, del que está compuesta la mayor parte del agua normal. Por lo tanto, algunos o la mayoría de los átomos de hidrógeno del agua pesada contienen un neutrón, lo que provoca que cada átomo de hidrógeno sea aproximadamente dos veces más pesado que un átomo de hidrógeno normal (aunque el peso de las moléculas de agua solo se ve moderadamente afectado, ya que aproximadamente el 89 % del peso molecular reside en el átomo de oxígeno). El aumento de peso del hidrógeno en el agua hace que sea un poco más densa.
El término coloquial agua pesada a menudo también se utiliza para referirse a una mezcla altamente enriquecida de agua que contiene principalmente óxido de deuterio, pero que también contiene algunas moléculas de agua ordinarias. Así por ejemplo el agua pesada que se utiliza en los reactores CANDU es de un enriquecimiento del 99,75 % por cada átomo de hidrógeno, lo que significa que el 99,75 % de los átomos de hidrógeno son del tipo pesado (deuterio). En comparación, en el agua ordinaria, a veces llamada «agua ligera», solo hay alrededor de 156 átomos de deuterio por cada millón de átomos de hidrógeno.
El agua pesada no es radiactiva. En su forma pura, tiene una densidad aproximadamente un 11 % mayor que la del agua, pero, por lo demás, es física y químicamente similar. Sin embargo, las diversas diferencias entre las aguas que contienen deuterio (que afectan especialmente a las propiedades biológicas) son mayores que en cualquier otro compuesto común con sustitución isotópica debido a que el deuterio es único entre los isótopos estables en ser dos veces más pesado que el isótopo más ligero. Esta diferencia aumenta la fuerza de los enlaces hidrógeno-oxígeno del agua, y esto a su vez es suficiente para causar diferencias que son importantes para algunas de las reacciones bioquímicas. El cuerpo humano contiene de forma natural deuterio equivalente a aproximadamente cinco gramos de agua pesada, que es inofensivo. Cuando una fracción grande de agua (>50 %) de los organismos superiores se sustituye por agua pesada, el resultado es la disfunción celular y la muerte.
El agua pesada se sintetizó por primera vez en 1932, pocos meses después del descubrimiento del deuterio. Con el descubrimiento de la fisión nuclear a finales de 1938, y la necesidad de un moderador de neutrones que capturara pocos neutrones, el agua pesada se convirtió en un componente de investigación de la primera energía nuclear. Desde entonces, el agua pesada ha sido un componente esencial en algunos tipos de reactores, tanto de los que generan energía como de los diseñados para producir isótopos para armas nucleares. Estos reactores de agua pesada tienen la ventaja de poder emplear uranio natural sin el uso de los moderadores de grafito (que pueden plantear en la fase de desmantelamiento riesgos radiológicos o de explosión del polvo). Los reactores más modernos utilizan uranio enriquecido con «agua ligera» normal (H2O) como moderador.

## Otras formas de agua pesada

### Agua semipesada
El agua semipesada, HDO, existe siempre que haya agua con hidrógeno ligero (Protio, 1H) y el deuterio (D o ²H) en la mezcla. Esto se debe a que los átomos de hidrógeno (hidrógeno-1 y deuterio) se intercambian rápidamente entre las moléculas de agua. El agua que contiene 50 % de H y 50 % de D en su hidrógeno en realidad contiene aproximadamente el 50 % HDO y 25 % cada uno de H2O y D2O, en equilibrio dinámico.  En el agua normal,  alrededor de 1 molécula de cada 3200 es HDO (un hidrógeno de cada 6.400 es en forma de D), y las moléculas de agua pesada (D2O) sólo se dan en una proporción de aproximadamente 1 molécula en 41 millones (es decir, una en 6.400²). Por lo tanto, las moléculas de agua semipesadas son mucho más comunes que las moléculas de agua pesada "puras" (homoisotópicas).

### El agua pesada-oxígeno
También está disponible comercialmente agua enriquecida en los isótopos de oxígeno más pesados 17O y 18O, por ejemplo, para uso como trazador isotópico no radiactivo. Se trata de "agua pesada", ya que es más densa que el agua normal  (el H218O es aproximadamente tan densa como D2O, y el H217O está a medio camino entre el H2O y D2O), pero rara vez se llama agua pesada, ya que no contiene el deuterio que le dan al D2O sus propiedades nucleares y biológicas inusuales. Es más cara que el D2O debido a la mayor dificultad en la separación del 17O y18O.

### Agua tritiada
El agua tritiada contiene tritio en lugar de protio o deuterio. La fórmula química del agua tritiada, óxido de tritio o agua superpesada es: T2O o 3H2O. Esta forma es radiactiva.
Además hay otras variedades isotópicas como una forma sin nombre que correspondería a un "agua semi-superpesada", cuya fórmula química es HTO, THO o 1H3H O. Esta forma es radiactiva.

## Propiedades
Esta diferencia en los elementos del núcleo modifica algunas de sus propiedades físicas, tales como la densidad o el punto de ebullición. El agua pesada se encuentra presente, en pequeñas cantidades, mezclada con el agua normal, y puede ser separada de ésta por destilación fraccionada. También se puede separar del agua por absorción con amoniaco que contenga deuterio.
| Propiedad                             | D2O (agua pesada) | H2O (agua común) |
| ------------------------------------- | ----------------- | ---------------- |
| Punto de fusión (°C)                  | 3,82              | 0,0              |
| Punto de ebullición (°C)              | 101,4             | 100,0            |
| Densidad (a 20 °C, g/mL)              | 1,1056            | 0,9982           |
| Temp. de máxima densidad (°C)         | 11,6              | 4,0              |
| Viscosidad (a 20 °C, centipoise)      | 1,25              | 1,005            |
| Tensión superficial (a 25 °C, dyn•cm) | 71,93             | 71,97            |
| Entalpía de fusión (cal/mol)          | 1,515             | 1,436            |
| Entalpía de vaporización (cal/mol)    | 10,864            | 10,515           |
| pH (a 25 °C)                          | 7,41              | 7,00             |

## Historia
Harold Urey descubrió el isótopo deuterio en 1931 y más tarde fue capaz de concentrarlo en agua. El mentor de Urey, Gilbert Newton Lewis, aisló la primera muestra de agua pesada pura por electrólisis en 1933. George de Hevesy y Hoffer utilizaron agua pesada en 1934, en uno de los primeros experimentos de trazadores biológicos, para estimar la tasa de renovación del agua en el cuerpo humano. Emilian Bratu y Otto Redlich estudiaron la autodisociación de agua pesada en 1934. Desde finales de los años treinta y durante la Segunda Guerra Mundial se realizaron grandes avances en la producción y uso de agua pesada en gran cantidad en los primeros experimentos nucleares. Muchos de estos experimentos se mantuvieron en secreto debido a la importancia militar.

## Producción
En la Tierra, el agua deuterada, HDO, se encuentra de forma natural en el agua normal en una proporción de aproximadamente 1 molécula en 3200. Esto significa que 1 de cada 6400 átomos de hidrógeno es deuterio, que es 1 parte en 3200 en peso (peso del hidrógeno). El HDO se puede separar del agua normal mediante destilación o electrólisis y también por varios procesos de intercambio químico, los cuales aprovechan el efecto isotópico cinético.
La diferencia de masa entre los dos isótopos de hidrógeno se traduce en una diferencia en la energía del punto cero y por lo tanto en una ligera diferencia en la velocidad a la que avanza la reacción. Una vez que el HDO se convierte en una fracción significativa del agua, el agua pesada se hace más prevalente ya que las moléculas de agua intercambian átomos de hidrógeno muy frecuentemente. La producción de agua pesada pura por destilación o electrólisis requiere una gran cascada de alambiques o cámaras de electrólisis y consume grandes cantidades de energía, por lo que generalmente se prefieren los métodos químicos.
El proceso más rentable para producir agua pesada es el proceso de sulfuros de intercambio de doble temperatura (conocido como el proceso de sulfuros Girdler) desarrollado en paralelo por Karl-Hermann Geib y Jerome S. Spevack en 1943.
Un proceso alternativo, patentado por Graham M. Keyser, utiliza láseres para disociar selectivamente hidrofluorocarbonos deuterados para formar fluoruro de deuterio, que luego se puede separar por medios físicos. Aunque el consumo de energía para este proceso es mucho menor que para el proceso de sulfuro de Girdler, actualmente este método es antieconómico debido al gasto que supone la obtención de los hidrofluorocarbonos necesarios.
Como se ha señalado el agua pesada comercial moderna se conoce casi universalmente y se vende como óxido de deuterio. Se vende con mayor frecuencia en varios grados de pureza, desde el 98 % de enriquecimiento hasta el 99,75-99,98 % de enriquecimiento de deuterio (grado de reactor nuclear) y ocasionalmente incluso una mayor pureza isotópica.

### Plantas productoras
- La Unión Soviética: inició la producción en 1934 en Dnepropetrovsk, pero fue interrumpida debido a la Operación Barbarroja. Después de 1946 se construyeron cinco plantas con una producción anual total de 20 toneladas.
- Argentina: es el principal productor y exportador, produciendo en una planta con capacidad de 200 t/año; está ubicada en Arroyito (provincia del Neuquén), operada por la empresa estatal ENSI.[13]
- Estados Unidos: produjo agua pesada hasta la década de 1980. En 1953, los Estados Unidos comenzaron a utilizar agua pesada en los reactores de producción de plutonio de Savannah River Site (SRS). El primero de los cinco reactores de agua pesada entró en línea en 1953, y el último fue puesto en parada fría en 1996. Los reactores de SRS eran reactores de agua pesada que permitían producir tanto el plutonio como el tritio para el programa de armas nucleares de Estados Unidos.

Estados Unidos desarrolló el método de Geib-Spevack basado en el intercambio químico, que se empleó por primera vez a gran escala en una planta construida en Dana, Indiana, en 1945 y en la planta del río Savannah, Carolina del Sur en 1952. La SRP fue operada por DuPont para el USDOE hasta el 1 de abril de 1989 cuando fue adquirida por Westinghouse.
- Canadá: fue el mayor productor mundial hasta el cierre de la planta de agua pesada en 1997. Como parte de su contribución al Proyecto Manhattan, Canadá construyó y operó una planta electrolítica con una capacidad de producción de 6 toneladas por año de agua pesada en Trail, Columbia Británica, que comenzó a funcionar en 1943.

El reactor de potencia diseñado por Atomic Energy of Canada Limited (AECL) requiere grandes cantidades de agua pesada para actuar como moderador de neutrones y refrigerante. AECL pidió dos plantas de agua pesada que se construyeron y operaron en el Atlántico canadiense una en Glace Bay (por Deuterio of Canada Limited) y la otra en Port Hawkesbury, Nueva Escocia (por General Electric Canada). Estas plantas resultaron tener importantes problemas de diseño, construcción y producción y así AECL construyó la Planta de Agua Pesada Bruce, que más tarde vendió a Ontario Hydro, para asegurar un suministro confiable de agua pesada para las centrales futuras. Las dos plantas de Nueva Escocia fueron cerradas en 1985, cuando su producción resultó ser innecesaria.
La Planta de Agua Pesada Bruce en Ontario fue la planta de producción de agua pesada más grande del mundo, con una capacidad de 700 toneladas por año. Empleaba el proceso de sulfuro de Girdler para producir agua pesada, y requería 340 000 toneladas de agua de alimentación para producir una tonelada de agua pesada. Era parte de un complejo que incluía ocho reactores CANDU que proporcionaban calor y energía para la planta de agua pesada. El sitio estaba ubicado en la Estación Generadora Nuclear de Douglas Point/Bruce cerca de Tiverton, Ontario, en el lago Hurón, donde tenía acceso a las aguas de los Grandes Lagos.
La planta de Bruce se inauguró en 1979 para abastecer de agua pesada a un gran aumento en la generación de energía nuclear en Ontario. La planta resultó ser mucho más eficiente de lo previsto y solo tres de las cuatro unidades planificadas fueron finalmente construidas. Además, el programa de energía nuclear se hizo más lento y finalmente se detuvo debido a que se apreció un exceso en la oferta de electricidad. La mejora de la eficiencia en el uso y reciclaje de agua pesada, más el exceso de producción en Bruce, hicieron que Canadá tuviese agua pesada suficiente para sus necesidades futuras anticipadas. Además, el proceso de Girdler involucra grandes cantidades de sulfuro de hidrógeno, lo que entraba en contradicción con el aumento de las preocupaciones medioambientales. La planta de agua pesada Bruce fue cerrada en 1997, después de lo cual se desmanteló progresivamente y el sitio fue despejado.
Atomic Energy of Canada Limited (AECL) está investigando otros procesos más eficientes y favorables para el medio ambiente para la fabricación de agua pesada. Esto es esencial para el futuro de los reactores CANDU ya que el agua pesada representa aproximadamente el 20 % del costo de capital de cada reactor.
- Noruega: en 1934, la compañía Norsk Hydro inauguró la primera planta comercial de producción del mundo, en la central hidroeléctrica de Vemork, Tinn, con una capacidad de 12 toneladas por año.[14] Durante la Segunda Guerra Mundial, a partir de 1940, la planta cayó bajo control alemán y los Aliados decidieron destruir la planta para inhibir el desarrollo alemán de armas nucleares (véase: Batalla del agua pesada).
- India: es uno de los mayores productores mundiales de agua pesada a través de Heavy Water Board[15][16] y también exporta a países como la República de Corea y los Estados Unidos. El desarrollo del proceso de agua pesada en la India se realizó en tres fases: La primera (de finales de 1950 a mediados de 1980) fue un período de desarrollo de la tecnología, la segunda fase fue el despliegue de la tecnología y el proceso de estabilización (mediados de 1980 a principios de 1990) y la tercera fue la consolidación y el cambio hacia la mejora en la producción y conservación de la energía.
- Irán: el 26 de agosto de 2006, el presidente iraní Ahmadineyad inauguró la ampliación de la planta de agua pesada del país, cerca de Arak. Irán ha indicado que la planta de producción de agua pesada funcionará en tándem con un reactor de investigación de 40 MW (megavatios) que tenía una fecha de finalización prevista en 2009.[17][18] En enero de 2020, Irán anunció que producía tanta agua pesada que exportaba ya a ocho países.[19]
- Rumania: produce agua pesada en la planta Drobeta Girdler Sulfide y exporta ocasionalmente.
- Francia: operó una pequeña planta hasta 1970.
- Reino Unido: en 1958, exportó 20 toneladas a Israel.

## Aplicaciones

### Resonancia magnética nuclear
El óxido de deuterio se utiliza en la espectroscopia de resonancia magnética nuclear cuando se utiliza agua como disolvente si el nucleido de interés es el hidrógeno. La razón es que la señal de las moléculas de disolvente de agua ligera (1H2O) interfiere en la observación de la señal de la molécula de interés disuelta en ella. El deuterio tiene un momento magnético diferente y por lo tanto no contribuye a la señal de 1H-NMR en la frecuencia de resonancia del hidrógeno -1.

### Química orgánica
El óxido de deuterio se utiliza a menudo como la fuente de deuterio para la preparación de isótopos marcados específicamente de compuestos orgánicos. Por ejemplo, los enlaces CH adyacentes a grupos carbonilo cetónicos pueden ser reemplazados por enlaces de CD, utilizando ácidos o catálisis básica. El yoduro de trimetilsulfoxonio, elaborado a partir de sulfóxido de dimetilo y yoduro de metilo puede ser recristalizado en óxido de deuterio, y luego disociado para regenerar yoduro de metilo y sulfóxido de dimetilo, ambos marcados con deuterio. En los casos en que se contemple un doble marcado específico con deuterio y tritio, el investigador debe ser consciente de que el óxido de deuterio, según la edad y el origen, puede contener algo de tritio.

### Espectroscopia infrarroja con transformada de Fourier
El óxido de deuterio se utiliza a menudo en lugar de agua en la recogida de FTIR. Los espectros de las proteínas en disolución de H2O crean una fuerte banda que se solapa con la región I de la amida de las proteínas. La banda de D2O se desplaza lejos de la región I de la amida.

### Moderador de neutrones
La principal aplicación tecnológica del agua pesada ha sido como moderador en los procesos de fisión nuclear. Se utiliza en ciertos tipos de reactores nucleares como moderador de neutrones para frenar los neutrones de manera que sean más propensos a reaccionar con el uranio-235, que es el isótopo fisible, en vez del uranio-238, que captura los neutrones sin fisión. El reactor CANDU utiliza este diseño. El agua ligera también actúa como moderador, pero como el agua ligera absorbe más neutrones que el agua pesada, los reactores con un moderador de agua ligera deben utilizar uranio enriquecido en lugar de uranio natural, de lo contrario no llega a alcanzarse la masa crítica.
Debido a que no requieren de enriquecimiento de uranio, los reactores de agua pesada son motivo de preocupación en lo que respecta a la proliferación nuclear, ya que la producción y extracción del plutonio (que aparece como subproducto del proceso) pueden ser una vía relativamente rápida y barata de construir un arma nuclear, pues la separación química del plutonio del combustible es más fácil que la separación isotópica del U-235 del uranio natural. Esta posibilidad hizo que en el desarrollo de los primeros reactores nucleares se considerara seriamente su empleo, por lo que se convirtió en una sustancia estratégica. Durante la Segunda Guerra Mundial, los Aliados emprendieron un conjunto de acciones directas para impedir el acceso de los nazis al agua pesada (véase la Batalla del agua pesada). Sin embargo, en los Estados Unidos, el primer reactor atómico experimental (1942), así como los reactores de producción de Hanford del Proyecto Manhattan que produjeron el plutonio para la prueba Trinity y la bomba Fat Man, utilizaron carbono puro (grafito) como moderador de neutrones combinado con agua corriente en las tuberías de refrigeración, y funcionó sin uranio enriquecido ni agua pesada. La producción de plutonio ruso y británico también utiliza reactores moderados por grafito. Hoy en día ha perdido parte de su importancia, al utilizarse como moderadores en las centrales nucleares otros materiales, principalmente agua ligera o grafito , aunque este también ha perdido utilidad debido a que puede arder.
Entre los estados con armas nucleares, Israel, India y Corea del Norte crearon sus primeras armas usado plutonio generado en reactores moderados con agua pesada y uranio natural de combustible, mientras que China, Sudáfrica y Pakistán construyeron sus primeras armas con uranio altamente enriquecido.
No hay evidencia de que los reactores de agua pesada civiles de energía, tales como el CANDU o diseños Atucha, se hayan utilizado para la producción militar de los materiales fisibles. En los estados que no  poseen armas nucleares, el material nuclear en estas instalaciones está bajo la salvaguardia de la OIEA (Organismo Internacional de Energía Atómica), para impedir cualquier desvío.
Debido a su potencial empleo en armas nucleares, los programas, la posesión o la importación y exportación de grandes cantidades industriales de agua pesada están sujetas al control del gobierno en varios países. Los proveedores de agua pesada y la tecnología de producción de agua pesada por lo general aplican controles administrados por la OIEA a la contabilidad material del agua pesada. En los Estados Unidos y Canadá, las cantidades no industriales de agua pesada (es decir, en el programa de varios kilogramos) están disponibles de forma rutinaria sin una licencia especial a través de los distribuidores de suministros químicos y empresas comerciales, como el ex mayor productor mundial Ontario Hydro. El costo actual (2006) de un kilogramo de agua pesada del 99,98 % (pureza reactor), es de aproximadamente $600 a $700. Pequeñas cantidades de pureza razonable (99,9 %) se pueden comprar de las casas de suministros químicos a precios de más o menos 1 dólar por gramo.

### Detector de neutrinos
El Observatorio de Neutrinos de Sudbury (SNO), en Sudbury, Ontario utiliza 1000 toneladas de agua pesada en préstamo de la Atomic Energy of Canada Limited. El detector de neutrinos está situado a 2100 metros bajo tierra en una mina, para protegerlo de los muones producidos por los rayos cósmicos. El SNO fue construido para responder a la pregunta de si es o no posible que los neutrinos tipo electrón producidos por la fusión en el Sol (según la teoría el único tipo que el Sol debe producir directamente) pudieran ser capaces de transformarse en otros tipos de neutrinos en el camino a la Tierra. El SNO detecta la radiación de Cherenkov en el agua a partir de electrones de alta energía producidos a partir de neutrinos electrónicos que sean sometidos a reacciones con neutrones de deuterio, convirtiéndolos en protones y electrones (solo los electrones se mueven lo suficientemente rápido como para ser detectados de esta manera). El SNO también detecta la misma radiación en los eventos de dispersión de neutrinos ↔ electrones, que produce de nuevo electrones de alta energía. Estas dos reacciones se producen solo por los neutrinos de tipo electrón. El uso de deuterio es crítico para la función del SNO, porque los tres "sabores" (tipos) de los neutrinos pueden ser detectados en un tercer tipo de reacción, neutrinos-desintegración, en el que un neutrino de cualquier tipo (electrón, muon o tau) se dispersa de un núcleo de deuterio (deuterón), transfiriendo energía suficiente para romper el deuterón débilmente unido a una enlace de neutrón y protón. Este evento se detecta cuando el neutrón libre es absorbido por el 35Cl- presente, pues se ha disuelto deliberadamente NaCl en el agua pesada, causando la emisión de rayos gamma característicos de la captura. Por lo tanto, en este experimento, el agua pesada no solo proporciona el medio transparente necesario para producir y visualizar la radiación de Cherenkov, sino que también proporciona deuterio para detectar un tipo exótico de los neutrinos mu (μ) y tau (τ), así como un medio moderador no absorbente para preservar neutrones libres de esta reacción, hasta que puedan ser absorbidos por un isótopo de neutrones activado fácilmente detectable.

### Pruebas de tasa metabólica en fisiología / biología
El agua pesada se emplea como parte de una mezcla con H218O para una prueba común y segura de la tasa metabólica media en los seres humanos y animales sometidos a sus actividades normales. Esta prueba metabólica generalmente se llama la prueba del agua doblemente marcada.

### Producción de tritio
El tritio es la sustancia activa en la iluminación autógena; otros usos incluyen autorradiografía y marcaje radiactivo. También se utiliza en el diseño de armas nucleares para armas de fisión potenciados e iniciadores. A nivel teórico debe desempeñar un papel importante en el desarrollo de la fusión nuclear controlada.
Se genera algo de tritio en los reactores moderados por agua pesada, cuando el deuterio captura un neutrón. Esta reacción tiene una pequeña sección transversal (el área imaginaria de captura de neutrones alrededor del núcleo) y produce solo pequeñas cantidades de tritio, aunque suficiente para justificar la limpieza de tritio del moderador cada pocos años para reducir el riesgo ambiental del tritio en un escape. Para la producción de una gran cantidad de tritio de esta manera serían necesarios reactores con flujos de neutrones muy altos, o con una muy alta proporción de agua pesada para combustible nuclear y muy baja absorción de neutrones por otro material del reactor. El tritio tendría que ser recuperado por la separación de isótopos de una cantidad mucho mayor de deuterio, a diferencia de la producción mediante litio-6 (el procedimiento actual), donde solo se necesita la separación química. La sección transversal de absorción de deuterio para neutrones térmicos es 0.52 milibarn (barn = 10−28 m², mili = 1/1000), mientras que la del oxígeno-16 es 0.19 millibarns y el oxígeno-17 es 0.24 barns. 17O compensa 0,038 % de los recursos naturales de oxígeno, por lo que la sección transversal total es de 0,28 millibarns. Por lo tanto, en D2 O con oxígeno natural, el 21% de las capturas de neutrones se dan en el oxígeno, elevándose cada vez más como 17O se acumula desde la captura de neutrones del 16O. Además, el 17O puede emitir una partícula alfa en la captura de neutrones, produciendo carbono-14 radiactivo.

## Efecto sobre los sistemas biológicos
Los diferentes isótopos de los elementos químicos tienen comportamientos químicos ligeramente diferentes, pero para la mayoría de los elementos las diferencias son demasiado pequeñas para ser usadas, o incluso detectarse. Para el hidrógeno, sin embargo, esto no es cierto. Los mayores efectos observados entre protio (hidrógeno ligero) contra el deuterio y el tritio porque las energías de enlace en química se determinan en la mecánica cuántica por ecuaciones en las que la cantidad de reducción de la masa aparece del núcleo y los electrones. Esta cantidad se altera en compuestos de elevada cantidad de hidrógeno (de los cuales el óxido de deuterio es la más común y familiar) más que por la sustitución de un isótopo pesado en otros elementos químicos. Este efecto isótopo del hidrógeno pesado se amplía aún más en los sistemas biológicos, que son muy sensibles a pequeños cambios en las propiedades disolventes del agua.
El agua pesada es la única sustancia química conocida que afecte al periodo de oscilaciones circadianas, aumentando constantemente la longitud de cada ciclo. El efecto se observa en los organismos unicelulares, las plantas verdes, isópodos, insectos, aves, ratones y hámsteres. El mecanismo es desconocido.
Para llevar a cabo sus tareas, las enzimas dependen de sus redes finamente sintonizadas de enlaces de hidrógeno, tanto en el centro activo con sus sustratos y fuera del centro activo, para estabilizar sus estructuras terciarias. Como un enlace de hidrógeno con deuterio es ligeramente más fuerte que el de un hidrógeno ordinario, en un entorno altamente deuterado, algunas reacciones celulares se rompen.
Particularmente afectados por el agua pesada son los delicados conjuntos de huso mitótico, formación necesaria para la división celular en las eucariotas. Las plantas dejan de crecer y las semillas no germinan cuando se administra solo agua pesada, porque el agua pesada detiene la división celular eucariota. La célula de deuterio es más grande y provoca una modificación de la dirección de la división. La membrana celular también cambia, y reacciona primero con el agua pesada. En 1972 se demostró que un aumento en el contenido en porcentaje de deuterio en el agua reduce el crecimiento de la planta. La investigación realizada sobre el crecimiento de microorganismos procariotas en un entorno de hidrógeno pesado mostró que en bajo estas condiciones artificiales, todos los átomos de hidrógeno de las moléculas de agua podría ser sustituido por deuterio. Los experimentos demostraron que las bacterias pueden vivir en un 98 % de agua pesada. Sin embargo, se encontró que todas las concentraciones de más de 50 % de deuterio en las moléculas de agua mataba a las plantas.
Se ha propuesto que las dosis bajas de agua pesada pueden ralentizar el proceso de envejecimiento al ayudar al cuerpo a resistir el daño oxidativo a través del efecto isotópico cinético. Un equipo del Instituto de Biología del Envejecimiento, que se encuentra en Moscú, realizó un experimento para determinar el efecto de agua pesada en la longevidad con moscas de la fruta y encontraron que mientras que las grandes cantidades eran mortales, cantidades más pequeñas aumentaban la vida útil hasta en un 30 %.